# Acritus tuberisternus
Acritus tuberisternus är en skalbaggsart som beskrevs av Cooman 1932. Acritus tuberisternus ingår i släktet Acritus och familjen stumpbaggar. Inga underarter finns listade i Catalogue of Life.